# Metropolitano de Níjni Novgorod
O metro de Níjni Novgorod é o sistema de metropolitano que opera na cidade de Níjni Novgorod, na Rússia. Foi inaugurado em 1985, e é constituído por duas linhas com treze estações numa extensão total de 15,3 km. Foi o décimo sistema deste género construído na URSS.

## História
Nos anos 70, Níjni Novgorod já era uma cidade importante da União Soviética; estava situada no médio Volga e tinha já um milhão de habitantes, "requisito" mínimo para a construção de um sistema de metropolitano na URSS. As obras começaram em 1977, e foi inaugurado sete anos mais tarde, em 1985; a construção da rede estava dividida em quatro fases.
A primeira fase consistia na construção da linha Avtosavodskaia, que seguiria ao longo do rio Oka desde um bairro residencial até ao uma fábrica de automóveis. A construção da linha Sormovskaia estava integrada na segunda fase do projecto; esta ligaria Moskovskaya e Sormovo. A terceira fase estava aliada a um projecto rodoviário paralelo, que implicava a construção de uma ponte sobre o Oka, que servisse carros e metropolitano, ligando Avtosavodskaia ao centro. A quarta e última fase passaria pela ligação de Sormovskaia à estação de caminho de ferro na margem do rio Volga. Estava prevista a conclusão do projecto em meados da década de noventa, e a rede teria 25 km de comprimento total, com um total de 20 estações.
Contudo, a queda da União Soviética (1991) e a consequente recessão económica levou a que a segunda fase fosse interrompida por falta de verbas. Em 1993 foi acrescentado um troço de duas estações à linha Sormovskaia.

## Rede
| Linha          | Cor      | Trajecto                    | Inauguração | Número de estações |
| -------------- | -------- | --------------------------- | ----------- | ------------------ |
| Avtosavodskaia | Vermelho | Park Cultury ↔ Gorhkovskaia | 1985        | 11                 |
| Sormovskaia    | Azul     | Strelka ↔ Burevestnik       | 1993        | 5                  |